# USS Bang (SS-385)
Za druga plovila z istim imenom glejte USS Bang.
USS Bang (SS-385) je bila jurišna podmornica razreda balao v sestavi Vojne mornarice Združenih držav Amerike.
Med drugo svetovno vojno je podmornica opravila 6 bojnih patrulj, pri čemer je potopila 8 japonskih trgovskih ladij (skupna tonaža: 20.177).
1. oktobra 1972 so podmornico predali Španiji, kjer so jo preimenovali v SPS Cosme Garcia (S34); dokončno so jo odkupili 1. novembra 1974.